# تدريج الطائرة

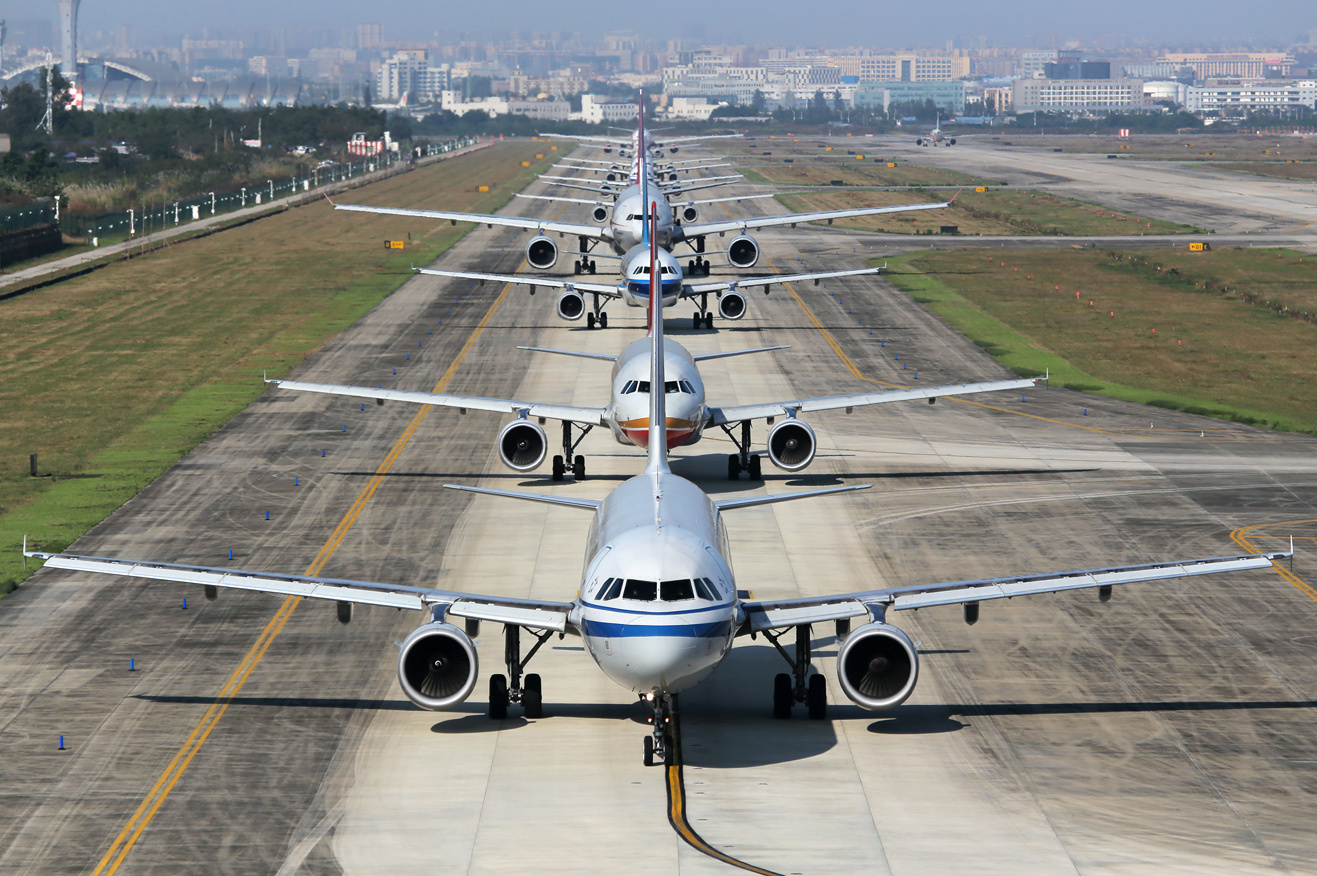
طائرات ركاب نفاثة

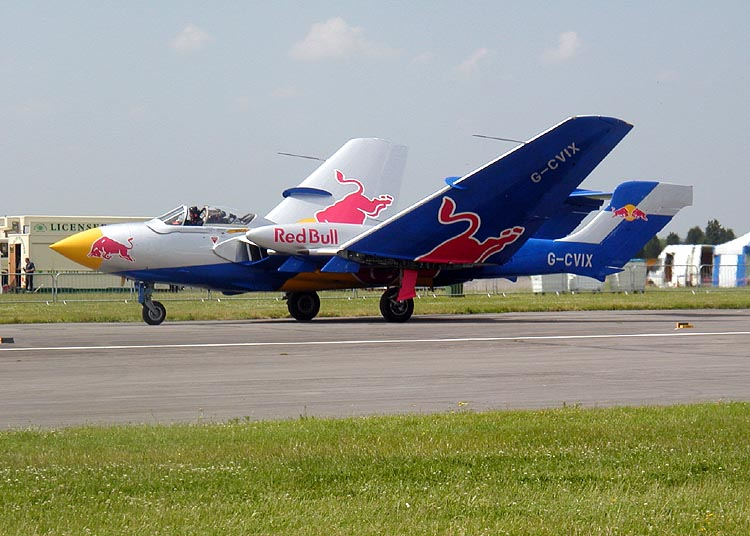
سيارة أجرة مملوكة للقطاع الخاص من طراز Sea Vixen عائدة من رحلة عرض جوي، مع طي الأجنحة أثناء تحركها.

التاكسي أو (تدريج الطائرة) (Taxiing) وفي بعض الاحيان (taxying) هو حركة طائرة على الأرض، بدفع قوتها الخاصة (المحركات)، على عكس السحب أو الدفع حيث يتم تحريك الطائرة بواسطة قاطرة. عادة ما تتحرك الطائرة على عجلات، ولكن المصطلح يشمل أيضًا الطائرات ذات الزلاجات أو العوامات (المخصصة للتحليق من على الماء).
تستخدم الطائرة ممرات التدريج لتدريج الطائرة من مكان إلى آخر في المطار؛ على سبيل المثال، عند الانتقال من حظيرة الطائرات إلى المدرج. لا يتم استخدام مصطلح «التاكسي» (تدريج الطائرة) للتعبير عن السير المتسارع على المدرج قبل الإقلاع، أو التباطؤ فورًا بعد الهبوط، والتي تسمى انطلاقتدريج الإقلاع (takeoff roll) وتدريج الهبوط (landing rollout)، على التوالي.

## الدفع
لدفع الطائرة إلى الأمام، فأن الدفع يأتي من المراوح أو المحركات النفاثة. يمكن إنشاء الدفع العكسي للنسخ الاحتياطي عن طريق عكسية الدفع مثل بوينغ سي-17 غلوب ماستر3 ، أو المراوح القابلة للانعكاس مثل في لوكهيد سي-130 هيركوليز، وهو إجراء يُعرف باسم «باورباك». ومع ذلك، فإن معظم الطائرات ليست مصممة للرجوع للخلف من أعتمادا على قوة دفعها الذاتية، ويجب دفعها للخلف إما يدويًا أو باستخدام قاطرة طائرة.
في إعدادات الطاقة المنخفضة، تعمل محركات طائرات الاحتراق بكفاءة أقل مما هي عليه في إعدادات قوة الرحلات العابرة. تقضي طائرة إيرباص إيه 320 ما متوسطه 3.5 ساعة يوميًا في التاكسي، باستخدام 600 لتر (160 غال-أمريكي) من الوقود. يجري تطوير معدات الأنف الهجينة التي تعمل بالكهرباء للسماح للطائرات عالية الاستخدام بإغلاق المحركات أثناء عمليات التاكسي.

## مراقبة

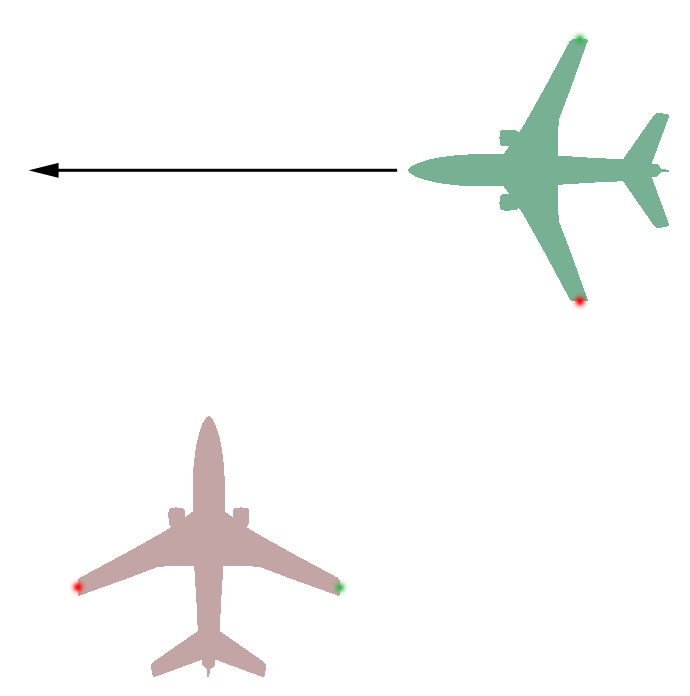
تمتلك الطائرة الموجودة على الجانب الأيمن حق الأولوية أثناء التاكسي.

يتم تحقيق التوجيه عن طريق تدوير عجلة الأنف أو عجلة / دفة الذيل؛ يتحكم الطيار في الاتجاه بواسطة أقدامه. تحتوي الطائرات النفاثة الأكبر حجمًا على عجلة على الجانب الأيسر من قمرة القيادة تعمل كعجلة قيادة تسمح بإدارة عجلة الأنف هيدروليكيًا. يتم التحكم في الكبح عن طريق فرامل تفاضلية باستخدام أصابع القدم أو الكعب. لا تحتوي جميع الطائرات على عجلات قابلة للتوجيه، وفي بعض الحالات يتم التوجيه فقط عن طريق الكبح التفاضلي (جميع طائرات فان على سبيل المثال) أو فقط عن طريق الدفة (بما في ذلك جميع الطائرات العائمة).

## تحويم تاكسي

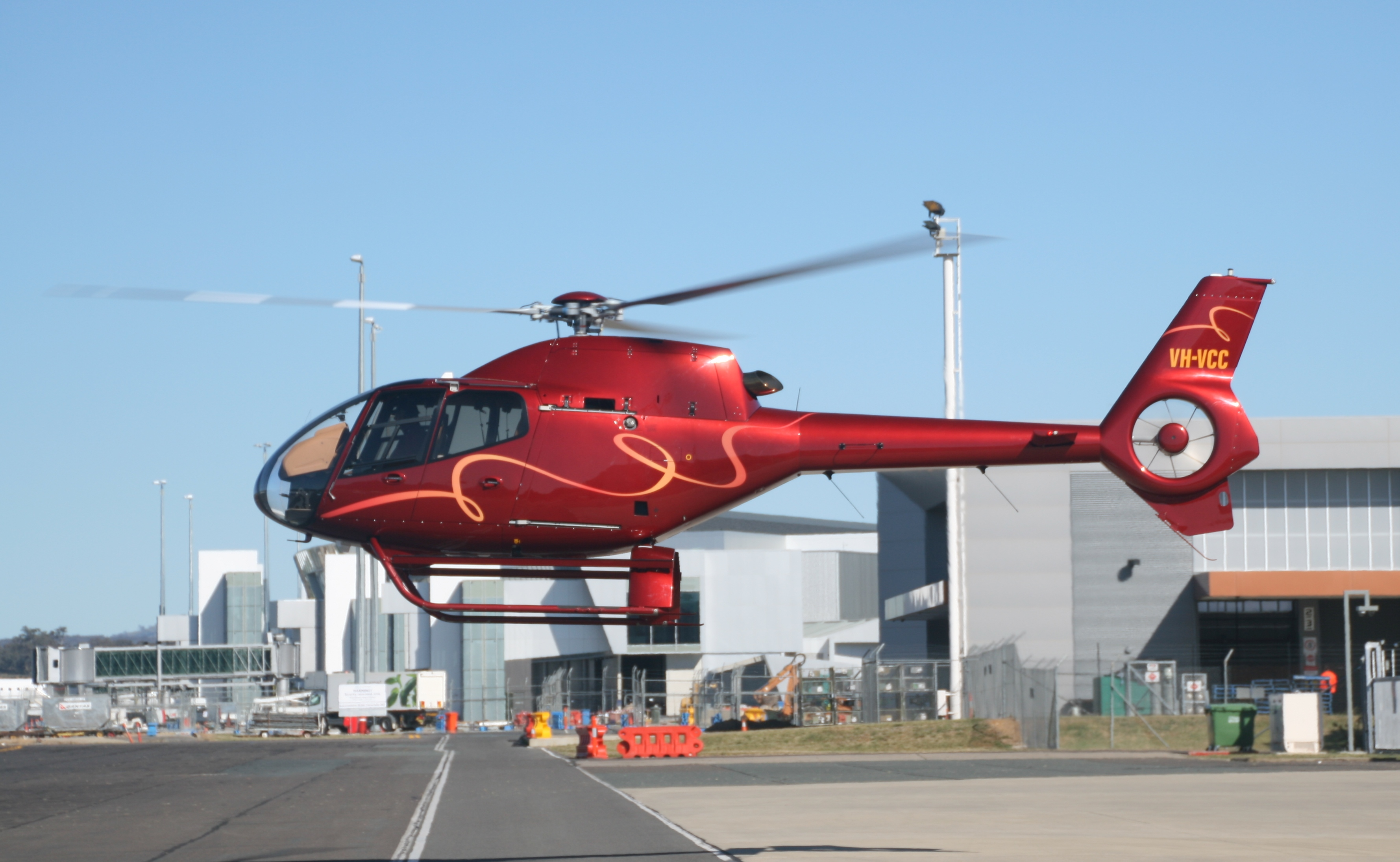
يوروكوبتر إي سي 120 بي تقوم بعملية تحويم تاكسي

تقوم طائرات الهليكوبتر المجهزة بالانزلاق وغيرها من طائرات فيتول (الإقلاع والهبوط العمودي) بتسيير تحليق مروري للتحرك في التأثير الأرضي بنفس طريقة التاكسي الأرضي للطائرات المجهزة بعجلات. بشكل عام، يتم إجراء سيارات الأجرة التحليقية بسرعات تصل إلى 20 عقدة (37 كم/س؛ 23 ميل/س)، أو أقل من الرفع الانتقالي.
يتم تحليق بيل يو إتش-1إن توين هيوي بطريقة نموذجية للطائرات المجهزة للانزلاق بهذا الحجم:

## السلامة
عند تدريج الطائرة، تتحرك الطائرات ببطء. وهذا يضمن إمكانية إيقافها بسرعة وعدم المخاطرة بتلف العجلات على الطائرات الكبيرة إذا أوقفت عن طريق الخطأ السطح المرصوف. تتراوح سرعات الطائرات اثناء التدريج عادة من 16 إلى 19 عقدة (30 إلى 35 كم/س؛ 18 إلى 22 ميل/س).
يحد «الانحراف السفلي لدفق هواء» الدوار (Rotor downwash) من تحليق المروحية بالقرب من الطائرات الخفيفة المتوقفة. استخدام دفع المحرك بالقرب من المحطات مقيد بسبب احتمالية حدوث أضرار هيكلية أو إصابة الأفراد بسبب عصف الطائرة.

## روابط خارجية
- aircraft